# Saionji Sanetoshi
Saionji Sanetoshi (西園寺実俊, [[[1335]] - 1389] Erro: {{japonês}}: texto da transliteração contém caractere não latino (pos 19) (ajuda)) foi um kuge (membro da Corte) que viveu no início do período das dinastias norte-sul (Período Nanboku-chō) da história do Japão. Foi o filho mais velho de Kinmune e da escritora Hino Meishi, serviu a Corte do Norte (Hokuchō) como Udaijin, restaurando o prestígio da família.

## Histórico
Em 1335 seu pai Kinmune falha numa tentativa de assassinar Imperador Go-Daigo tramada pelos remanescentes dos Hōjō após a queda do Bakufu Kamakura, e foi executado em 20 de agosto deste ano. Sanetoshi consegue escapar com vida pois sua avó afirmar que havia nascido morto. Nesta época o Clã foi comandado pelo irmão mais novo de Kinmune, Kimishige (1316-1364), que anteriormente tinha avisado Go-Daigo da trama. Em 1337 foi nomeado Jugoi (funcionário da corte de quinto escalão junior) da Corte do Norte (Hokuchō). Em 1340 Sanetoshi retorna a sua casa em Kitayama com sua mãe. Em 1344 foi promovido a Jusanmi (funcionário de terceiro escalão júnior) e em 1349 promovido a Shōsanmi (terceiro escalão pleno) ocasião em que recebe o cargo de Chūnagon. Em 1353 seu tio Kimishige passa a servir a Corte do Sul (Nanchō) e Sanetoshi passa a ser reconhecido como líder do clã, nesta mesma ocasião é nomeado Dainagon. Em 1364 é nomeado Naidaijin e em 1366 promovido a Udaijin. Em 1375 é promovido a Shōichii (primeiro escalão pleno). Sanetoshi se torna monge budista (shukke) em 8 de junho de 1389 e em 28 de julho deste mesmo ano veio a falecer aos 54 anos de idade.

| Precedido por Saionji Kimishige | -- 12º Líder dos Saionji Fujiwara 1353 - 1389 | Sucedido por Saionji Tsunaga |
| Precedido por Tōin Mika         | 131º Naidaijin 1364 - 1366                    | Sucedido por Nijō Shiryo     |
| Precedido por Kuga Tsūshō       | 140º Udaijin 1366 - 1367                      | Sucedido por Nijō Shiryō     |